# HAARP (álbum)
HAARP es un álbum en vivo de la banda británica de rock alternativo Muse, publicado el 14 de marzo de 2008 en su versión digital y físicamente el 17 de marzo en el Reino Unido. El paquete se compone de un CD y un DVD con grabaciones de audio y video de las actuaciones en directo que llevó a cabo la banda en el entonces recientemente reinaugurado estadio de Wembley en junio de 2007. El CD contiene 14 pistas grabadas en la actuación del 16 de junio mientras que el DVD contiene 20 de la noche siguiente. Hasta el año 2014, HAARP ha vendido más de 800,000 copias en todo el mundo.
Existe además una edición especial de HAARP, que incluye además material adicional de detrás del escenario, así como también postales con fotografías de los integrantes.
El nombre del álbum proviene de las siglas en inglés del Programa de Investigación de Aurora Activa de Alta Frecuencia.
Existe un micrositio oficial del álbum que ofrece descargas gratuitas de videos y MP3 para iPod y iPod Touch/iPhone de Knights of Cydonia, Supermassive Black Hole, Unintended y Plug in Baby. También se ofrecen contenidos de la actuación del 16 de junio: un video de Micro Cuts, y un MP3 de Soldier's Poem, además de fondos de escritorio.

## Publicación
En la víspera de la publicación de las grabaciones, la banda subió a Internet varios fragmentos del DVD. El 24 de diciembre de 2007 se añadió al sitio web oficial de la banda la actuación completa de Unintended. El 11 de enero de 2008, se anunció un micrositio en www.he-3.mu Archivado el 28 de octubre de 2016 en Wayback Machine., que también contiene pequeños fragmentos de las siguientes pistas del DVD: Knights of Cydonia, Supermassive Black Hole, Feeling Good, New Born, Blackout y los riffs de Stockholm Syndrome. Por su parte, Feeling Good también fue emitida en su totalidad en radio y televisión.
La cadena británica de cines Vue llevó a cabo presentaciones del DVD en alta definición y sonido surround. Por su parte, en España, la cadena FNAC presentó el DVD en siete tiendas alrededor del país.
Cabe destacar que el track New Born (en el CD y DVD), tiene al final el riff de "Microphone Fiend", cover de Rage Against the Machine. Se sabe que Matthew Bellamy es fanático de esta banda, y el guitarrista Tom Morello es una de las inspiraciones de Matt en su forma de tocar.

## Lista de canciones

### CD
1. Intro – 1:45
2. Knights of Cydonia – 6:38
3. Hysteria – 4:20
4. Supermassive Black Hole – 4:02
5. Map of the Problematique – 5:23
6. Butterflies and Hurricanes – 5:57
7. Invincible – 6:16
8. Starlight – 4:14
9. Time Is Running Out – 4:24
10. New Born – 8:17
11. Unintended – 4:37
12. Micro Cuts – 3:48
13. Stockholm Syndrome – 7:48
14. Take a Bow – 4:43

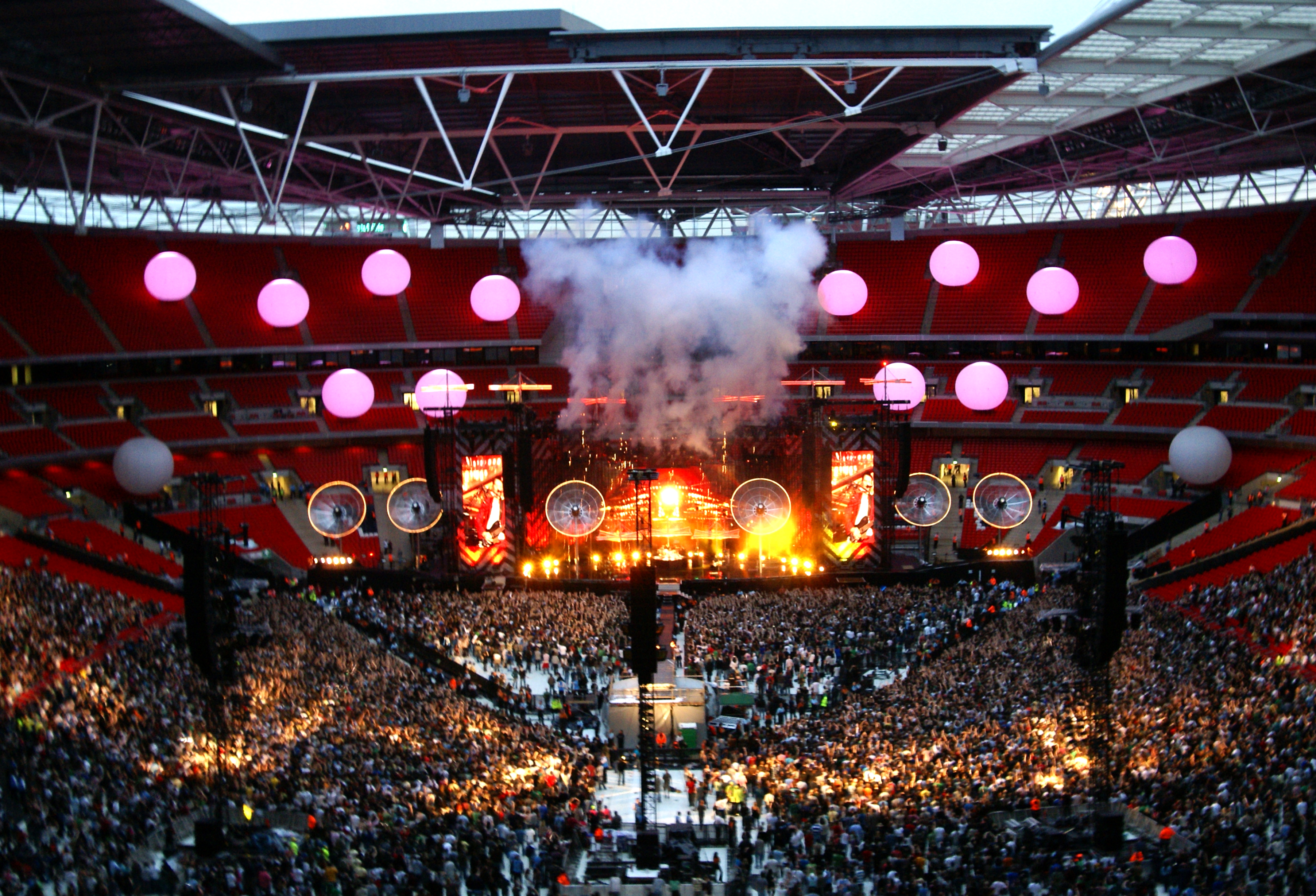
Vista general del escenario usado en los dos conciertos que aparecen en el álbum.

15. City of Delusion (pista exclusiva de iTunes)

### DVD

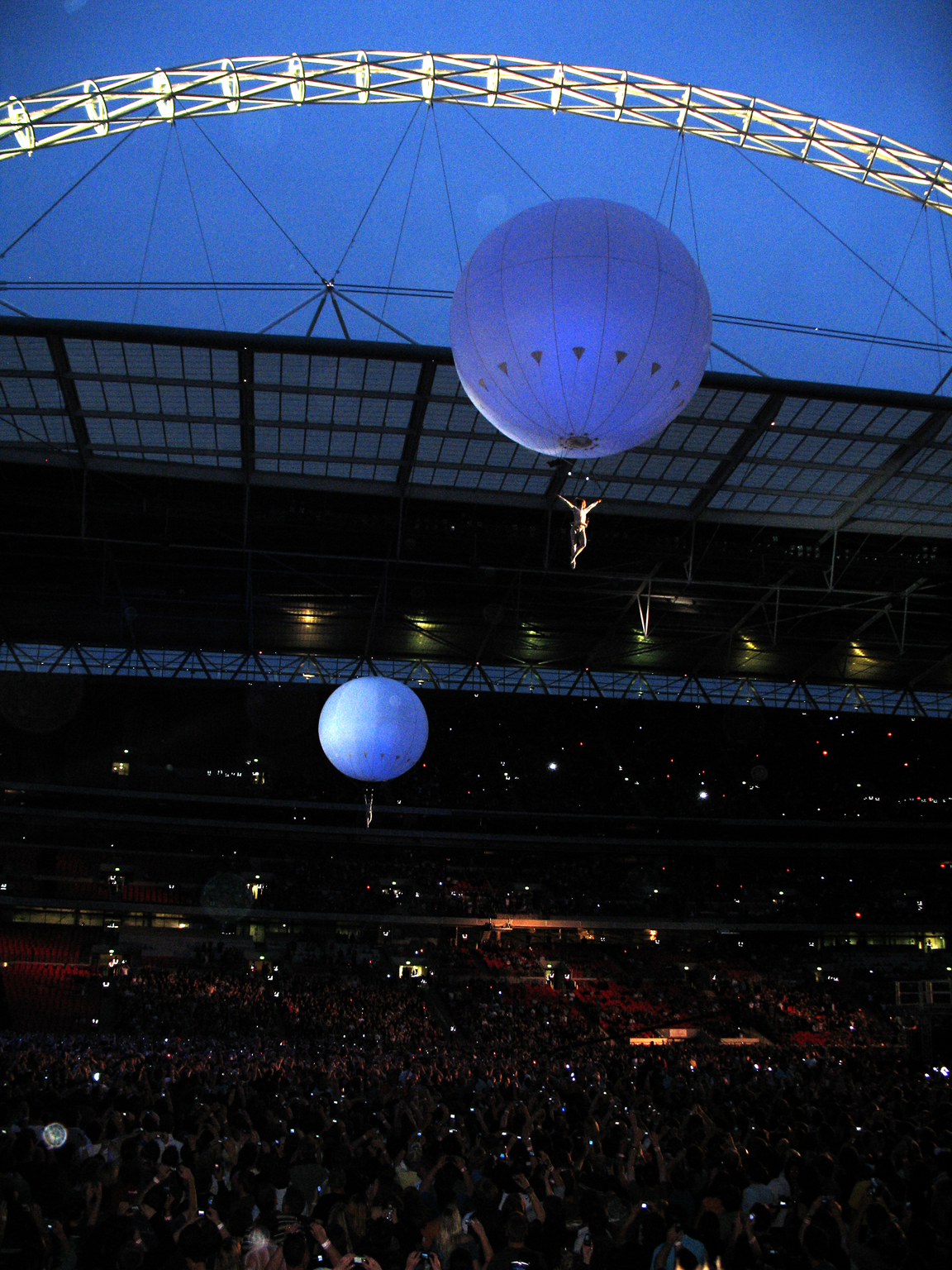
Durante la canción Blackout, acróbatas suspendidos en globos de helio (denominados oficialmente «Heliospheres») bailaron sobre la multitud.

1. Intro
2. Knights of Cydonia
3. Hysteria
4. Supermassive Black Hole
5. Map of the Problematique
6. Butterflies and Hurricanes
7. Hoodoo
8. Apocalypse Please
9. Feeling Good
10. Invincible
11. Starlight
12. Improv.
13. Time Is Running Out
14. New Born
15. Soldier's Poem
16. Unintended
17. Blackout
18. Plug In Baby
19. Stockholm Syndrome
20. Take a Bow[5]

## Desempeño en las listas
CD
| Tabla por país (2008) | Proveedor       | Máxima posición | Certificación | Ventas  |
| --------------------- | --------------- | --------------- | ------------- | ------- |
| Austria               | Media Control   | 21              |               |         |
| Bélgica               | Ultratop/IFPI   | 3               |               |         |
| Grecia                | IFPI            | 28              |               |         |
| Dinamarca             | IFPI/GFL        | 12              |               |         |
| Finlandia             | IFPI            | 9               |               |         |
| Francia               |                 | 3               |               |         |
| Alemania              | Media Control   | 27              |               |         |
| Irlanda               | IRMA            | 5               |               |         |
| Italia                |                 | 6               |               |         |
| Países Bajos          | Megacharts/NVPI | 4               |               |         |
| Nueva Zelanda         | RIANZ           | 2               |               |         |
| Noruega               | IFPI            | 2               |               |         |
| Suecia                | IFPI            | 36              |               |         |
| Suiza                 | Media Control   | 6               |               |         |
| Reino Unido           | OCC/BPI         | 2               |               |         |
| Estados Unidos        | Billboard/RIAA  | 46              |               | 24.222  |
| Tabla mundial         | Media Traffic   | 7               |               | 219.000 |

## Créditos
| - Matthew Bellamy – voz, guitarras, piano. - Christopher Wolstenholme – bajo, coros, guitarra en "Hoodoo". - Dominic Howard – batería, coros en "Supermassive Black Hole", sintetizador en "Take a Bow". | - Morgan Nicholls – teclados, sintetizadores, coros, cabasa en "Supermassive Black Hole", bajo en "Hoodoo", guitarra en "Soldier's Poem". - Dan Newell – trompeta en "Knights of Cydonia" y "City of Delusion". |